# Snaga Javno podjetje
Snaga Javno podjetje je podjetje, ki skrbi za ravnanje s komunalnimi odpadki v  Mestna občina Ljubljana in v primestnih občinah. Poslovno deluje v okviru podjetja Javni holding Ljubljana. 
19. aprila 2019 se je podjetje SNAGA d.o.o. pripojila k podjetju VO-KA d.o.o.  
Novo ime podjetja: JP VOKA SNAGA d.o.o.

## Zgodovina
Organizirano pobiranje odpadkov v Ljubljani se je začelo konec 19. stoletja, ko so pod županovanjem Ivana Hribarja kupili prve smetarske vozove in zaposlili pobiralce smeti. Med prvo svetovno vojno je bilo ustanovljeno občinsko podjetje, ki se je imenovalo Mestna priprega in je imelo svoje prostore na Povšetovi ulici.
Leta 1921 je bilo kupljenih deset vozičkov za škropljenje cest in dva vprežna stroja za pometanje cest. Leta 1929 je bil izdan prvi razglas o vzdrževanju čistoče v mestu, pobiranje odpadkov pa so iz centra razširili tudi na tedaj obrobne predele (Šentvid, Zelena jama, Kodeljevo, Rakovnik ...)
Smeti so tedaj pobirali z devetimi vozovi trikrat tedensko v centru mesta in enkrat tedensko na obrobju. 1947. leta je bilo ustanovljeno Podjetje za vzdrževanje snage, že leto kasneje pa je bilo preimenovano v Mestno podjetje Snaga Ljubljana. Leta 1956 je bilo kupljeno prvo zaprto smetarsko vozilo znamke TAM, v uporabi pa so se pojavili tipski pločevinsti smetnjaki. Tri leta kasneje je sledilo novo poimenovanje, in sicer Komunalno podjetje Snaga. Leta 1968 so začeli smeti pobirati z desetimi smetarskimi vozili v Črnučah, Pržanu, Mestnem logu, na Dolgem mostu in Rudniku.
Na Cesti dveh cesarjev je bila leta 1971 urejena deponija odpadkov s stiskalnico (predtem so bile deponije Pod hribom, Fužine, Mestni log).
Podjetje za pobiranje smeti je bilo vključeno v TOZD Javna higiena, ki pa je bilo leta 1977 priključeno h Komunalnemu podjetju Ljubljana. 

### Tabela rasti
| Leto | Št. smetnjakov | Št. zaposlenih | Št. vozil |
| ---- | -------------- | -------------- | --------- |
| 1955 | 2458           | 139            | 6         |
| 1965 | 20.444         |                | 10        |
| 1978 | 43.000         | 650            | 107       |